# NGC 5959
NGC 5959 est une vaste galaxie elliptique située dans la constellation de la Balance. Sa vitesse par rapport au fond diffus cosmologique est de 7 350 ± 21 km/s, ce qui correspond à une distance de Hubble de 108,4 ± 7,6 Mpc (∼354 millions d'al). NGC 5959 a été découverte par l'astronome américain Ormond Stone en 1886.
En raison d'une brillance de surface égale à 14,73 mag/am2, on peut qualifier NGC 5959 de galaxie à faible brillance de surface (LSB en anglais pour low surface brightness). Les galaxies LSB sont des galaxies diffuses (D) avec une brillance de surface inférieure de moins d'une magnitude à celle du ciel nocturne ambiant.